# Gubernator generalny Ugandy
Gubernator generalny Ugandy – funkcja istniejąca krótko w systemie politycznym Ugandy, od uzyskania przez to państwo niepodległości w 1962 do wprowadzenia w nim systemu republikańskiego rok później. Gubernator generalny reprezentował monarchę brytyjskiego, będącego formalną głową państwa, i wykonywał w jego imieniu wszystkie jego uprawnienia (choć w praktyce wyłącznie na wniosek rządu).
Jedyną osobą, która piastowała ten urząd w jego krótkiej historii, był Sir Walter Coutts. 